# Bende van Bonnot

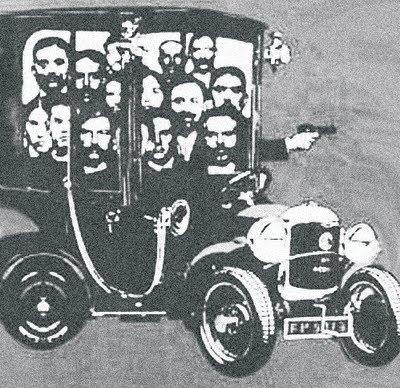
Karikatuur van de Bende van Bonnot

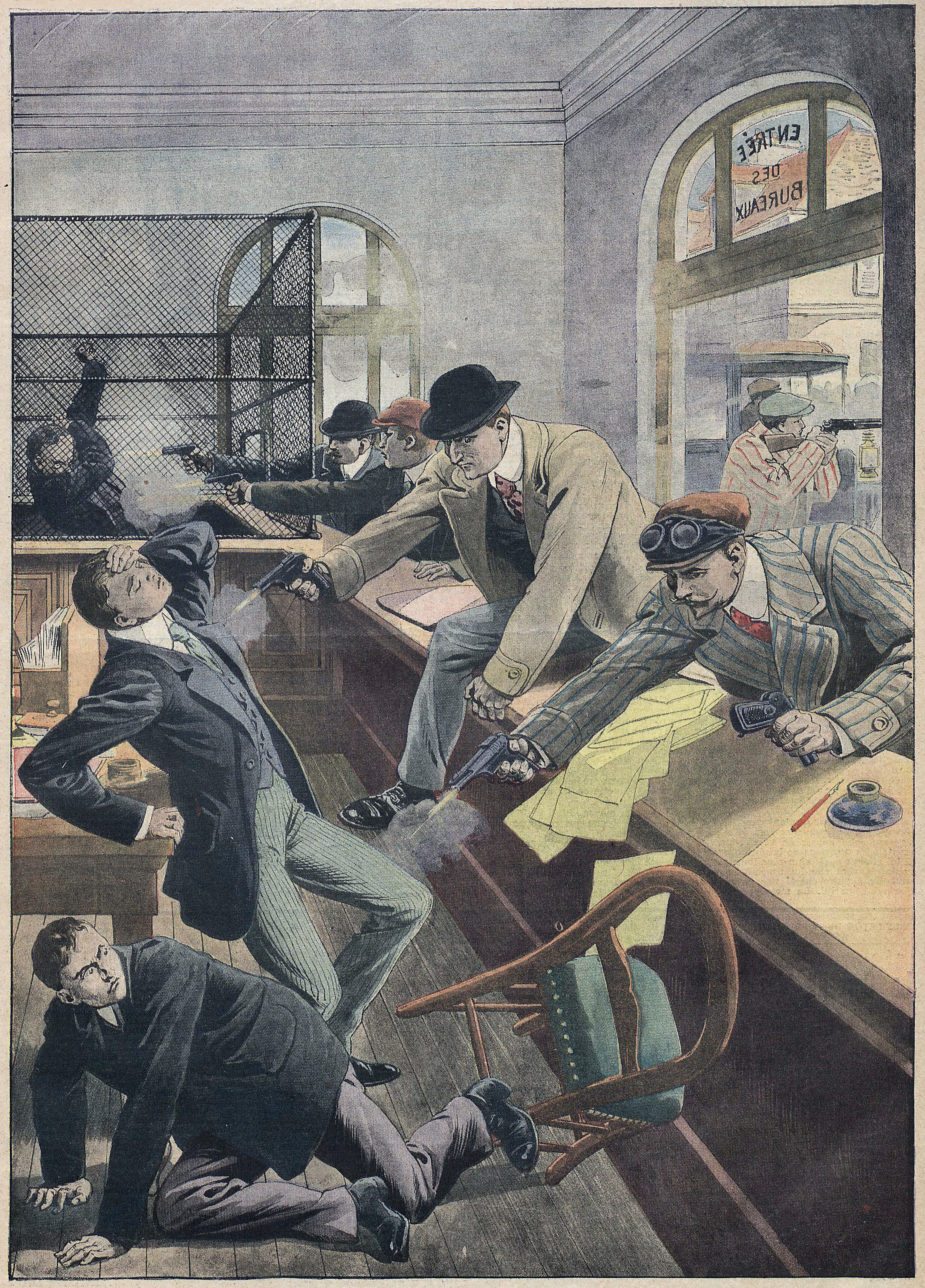
Tekening van de Bende van Bonnot

De Bende van Bonnot (Frans: La Bande à Bonnot), vroeger ook wel bekend als „de autobandieten van Parijs”, was een Frans-Belgische criminele anarchistische bende die opereerde in Frankrijk en België. Ze waren actief tijdens de Belle époque, van 1911 tot 1912. Leden van de bende kwamen uit het illegalistische milieu. Er werd vooruitstrevende technologie gebruikt, zoals auto's en machinegeweren, die voor Franse politie zelf nog niet beschikbaar was.

## Leden
De bende van Bonnot bestond uit een groep Franse anarchisten die banden had met het individualistisch anarchistische tijdschrift L'Anarchie. De bende werd opgericht door Octave Garnier, Raymond Callemin en René Valet. Jules Bonnot sloot zich in december 1911 aan.
Naast Bonnot zelf bestond de 'Bonnot-bende' uit:
- Octave Garnier (1889-1912), een Belgisch deserteur, oprichter van de oorspronkelijke groep
- Raymond Callemin (1890-1913), een Belgisch deserteur, bijgenaamd ‘la science’, vanwege zijn leeshonger
- René Valet (1890-1912), een Belgisch deserteur
- André Soudy (1892-1913), een Frans syndicalistisch activist
- Édouard Carouy (1883-1913), een Belgisch metaalarbeider
- Jean De Boé (1889-1974), een Belgisch anarchist
- Eugène Dieudonné (1884-1944), een anti-militarist uit Nancy
- Jeanne Belardi, een Italiaans anarchiste
- Anna Dondon, een bekende vervalster van papieren
- Marie Vuillemin, een Belgische
- Élie Monier, een Belgische deserteur

Ook de bekende activist en oprichter van het anarchistische tijdschrift L'Anarchie Victor Serge nam regelmatig deel aan discussies binnen de groep, maar nam later geen deel aan de uiteindelijke bende-activiteiten.
Minder voorname leden waren David Belonie, Marius Medge, Antoine Gauzy, Pierre Jourdan, Charles Reinart, Victor Serge, Godorowski, Henriette Maîtrejean en Berbe Leclech.
De politieke en sociale ideologie was sterk beïnvloed door Michail Bakoenin en Pierre-Joseph Proudhon, maar ook Max Stirner, Ludwig Büchner en Friedrich Nietzsche. Ook de anarchist Ravachol had een sterke invloed.

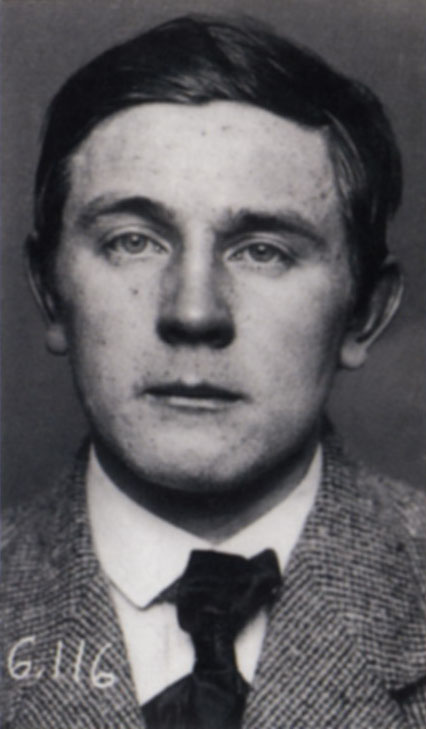
Raymond Callemin
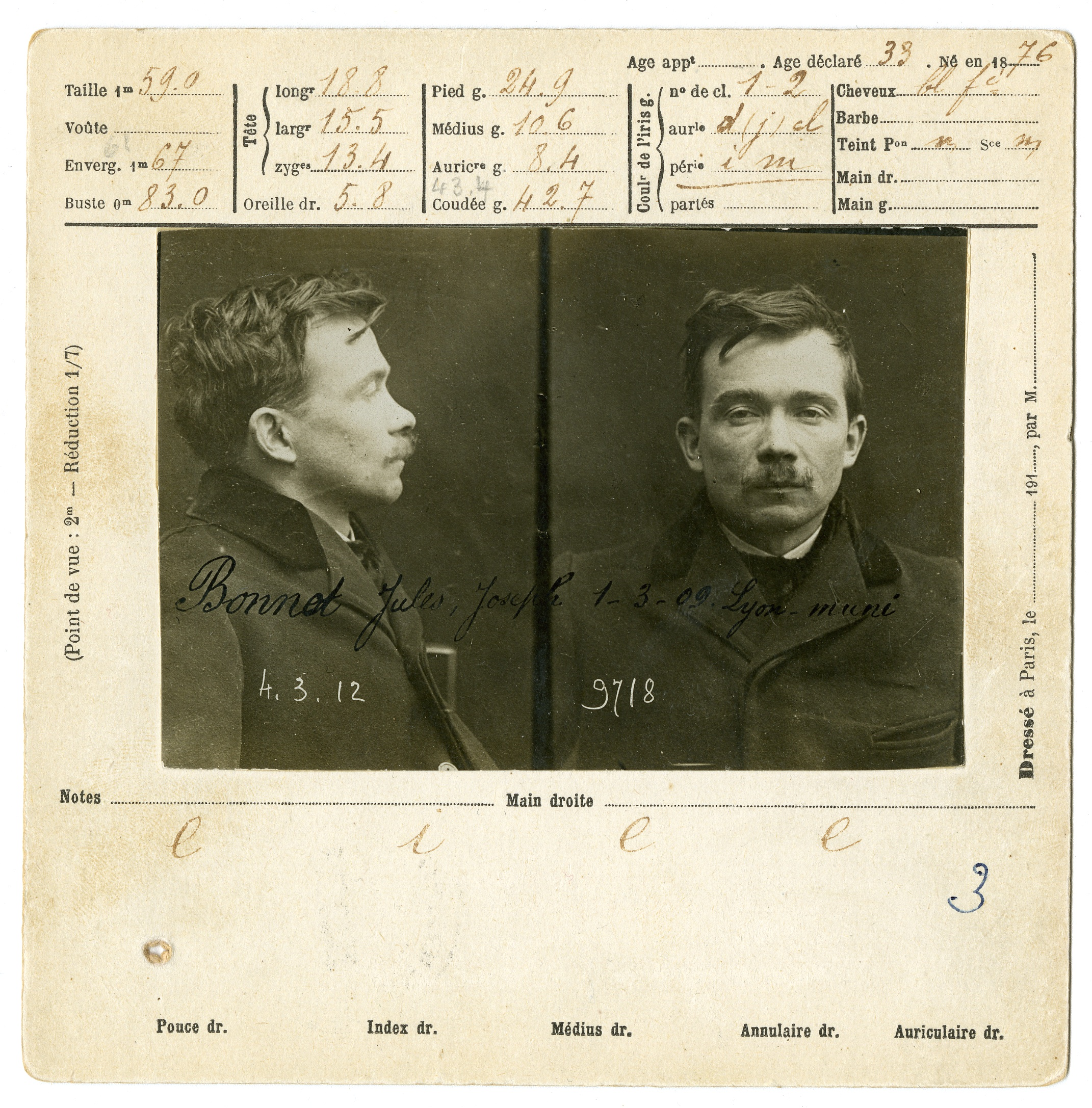
Jules Bonnot
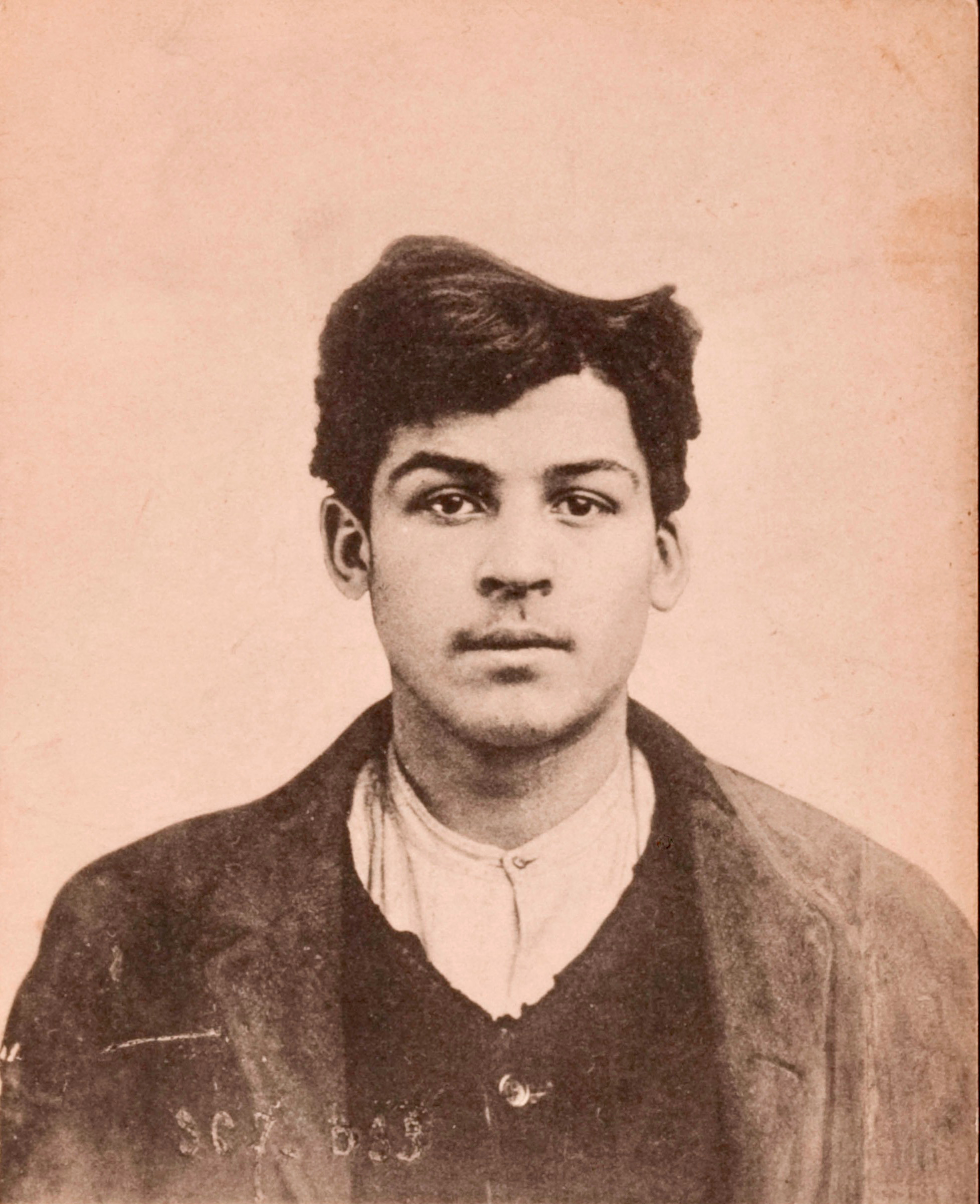
Octave Garnier
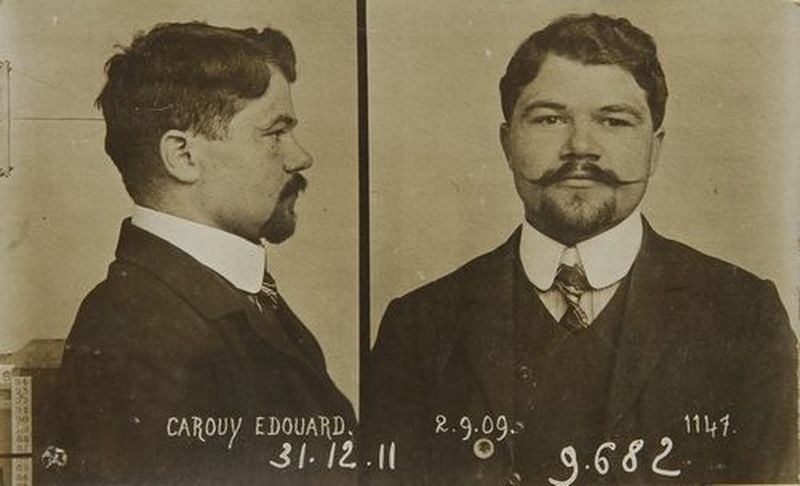
Édouard Carouy
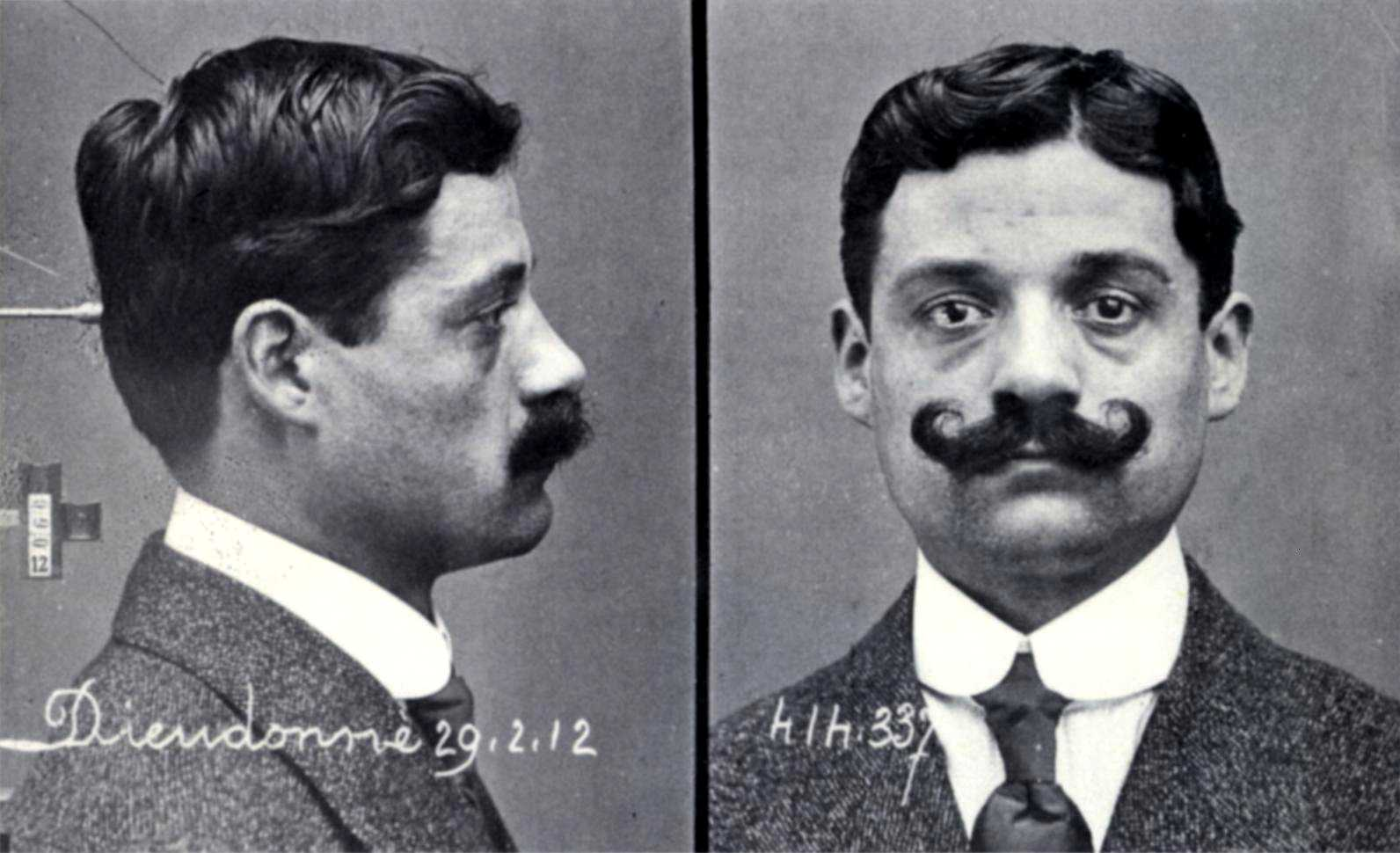
Eugène Dieudonné

## Lectuur
- Cacucci, Pino. (2006) Without a Glimmer of Remorse. ChristieBooks. ISBN 1-873976-28-3.
- Parry, Richard. (1987) The Bonnot Gang. Rebel Press. ISBN 0-946061-04-1.